# 内灘町消防本部
内灘町消防本部（うちなだまちしょうぼうほんぶ）は、石川県河北郡内灘町が設置する消防部局（消防本部）。管轄区域は内灘町全域。

## 概要
- 1974年（昭和49年）に設立した内灘町単独加入の消防本部で、石川県内の地方公共団体が単独で設置する消防本部では最小規模となっている。
- 河北潟や内灘海岸を抱える地理的状況の下、水難事故に対応するため、石川県内の消防本部では初めて水難救助隊を1985年（昭和60年）に設立した。

## 沿革
- 1911年11月2日 - 内灘村消防組設立。
- 1939年4月1日 - 内灘村警防団設立。
- 1947年12月23日 - 消防団令公布に伴い、内灘村警防団を内灘村消防団に改組。
- 1962年1月1日 - 内灘村が町制施行に伴い、内灘町消防団に改組。
- 1968年1月31日 - 金沢市消防本部と消防相互応援協定を締結。
- 1974年4月1日 - 内灘町消防本部および消防署設置。
- 1974年9月1日 - 消防本部庁舎完成、消防業務を開始。
- 1985年6月11日 - 水難救助隊発足。
- 1980年4月1日 - 河北広域消防事務組合・津幡町消防本部と消防相互応援協定締結。
- 1997年4月1日 - 石川県消防防災航空隊と消防相互応援協定締結。
- 2008年4月1日 - 金沢市および河北郡市の各消防本部と共同で通信指令業務の運用を開始。

## 組織
- 本部 - 庶務課、予防課、警防課、救急救助課、施設課
- 消防署 - 第1係、第2係、第3係

## 保有車両
- 普通消防ポンプ車：1
- 救助資機材搭載型水槽付ポンプ車：１
- クレーン付資機材搬送車：１
- 査察広報車：1
- 資機材搬送車：1
- 指令車：1
- 警防車：1
- 予防車：1
- 高規格救急車：2

## 消防署
| 消防署 | 住所                    | 出張所 |
| ------ | ----------------------- | ------ |
| 消防署 | 河北郡内灘町鶴ヶ丘2-610 | なし   |